# (15093) Lestermackey
(15093) Lestermackey (1999 TA31) – planetoida z pasa głównego asteroid okrążająca Słońce w ciągu 3,56 lat w średniej odległości 2,33 j.a. Odkryta 4 października 1999 roku.